# 서산여자중학교
서산여자중학교(瑞山女子中學校)는 대한민국 충청남도 서산시 석림동에 있는 공립 중학교이다.

## 학교 연혁
- 1927년 4월 20일 : 서산공립농업보습학교 설립 인가
- 1927년 5월 1일 : 개교
- 1932년 6월 14일 : 서산공립농업실수학교로 개편
- 1944년 4월 1일 : 서산여자농업전수학교로 개편
- 1947년 1월 31일 : 서산여자중학교로 승격 인가
- 1955년 4월 27일 : 서산여자고등학교 병설 인가
- 1978년 9월 12일 : 서산여자중·고등학교 분리(현 위치)
- 2023년 9월 1일 : 제35대 백희현 교장 부임
- 2025년 1월 10일 : 제79회 졸업식(총 졸업생 수 26,243명)
- 2025년 3월 4일 : 입학식(288명)

## 참고 자료
- 서산여자중학교 - 한국교육학술정보원 학교알리미